# 三川温泉スキー場
三川温泉スキー場（みかわおんせんスキーじょう）は、新潟県東蒲原郡阿賀町川口に位置する町営のスキー場。

## 概要
三川温泉の近傍に位置する。スキーシーズン以外にはゴーカート場「カートランド三川」となる。
産業基盤が脆弱だった三川村（当時）における振興を目的として、1980年（昭和55年）より村長や総務課企画観光係を中心に村営スキー場建設計画がスタート。村民や生産森林組合などが所有していた土地を用地とし、1982年（昭和57年）に開業。1981年度から1984年度にかけてスキーリフト3基（総延長1,720 m）、収容力2,500名のゲレンデ、駐車場800台分、民営の食堂・休憩施設3棟が整備された。最大斜度35度の「ダイナミックコース」から林間コース、ファミリー向けコースまで様々なコースが設けられた。

## アクセス
- 公共交通：JR磐越西線 三川駅から約3 km。
平日の一部時間帯は同駅から新潟交通観光バス・古岐行の路線バスまたは「三川駅～赤谷コミュニティワゴン」も利用可能（所要約4分）。「川口」バス停下車後徒歩約10分。
- 車：磐越自動車道三川ICより約10分。